# Diana Nemorense

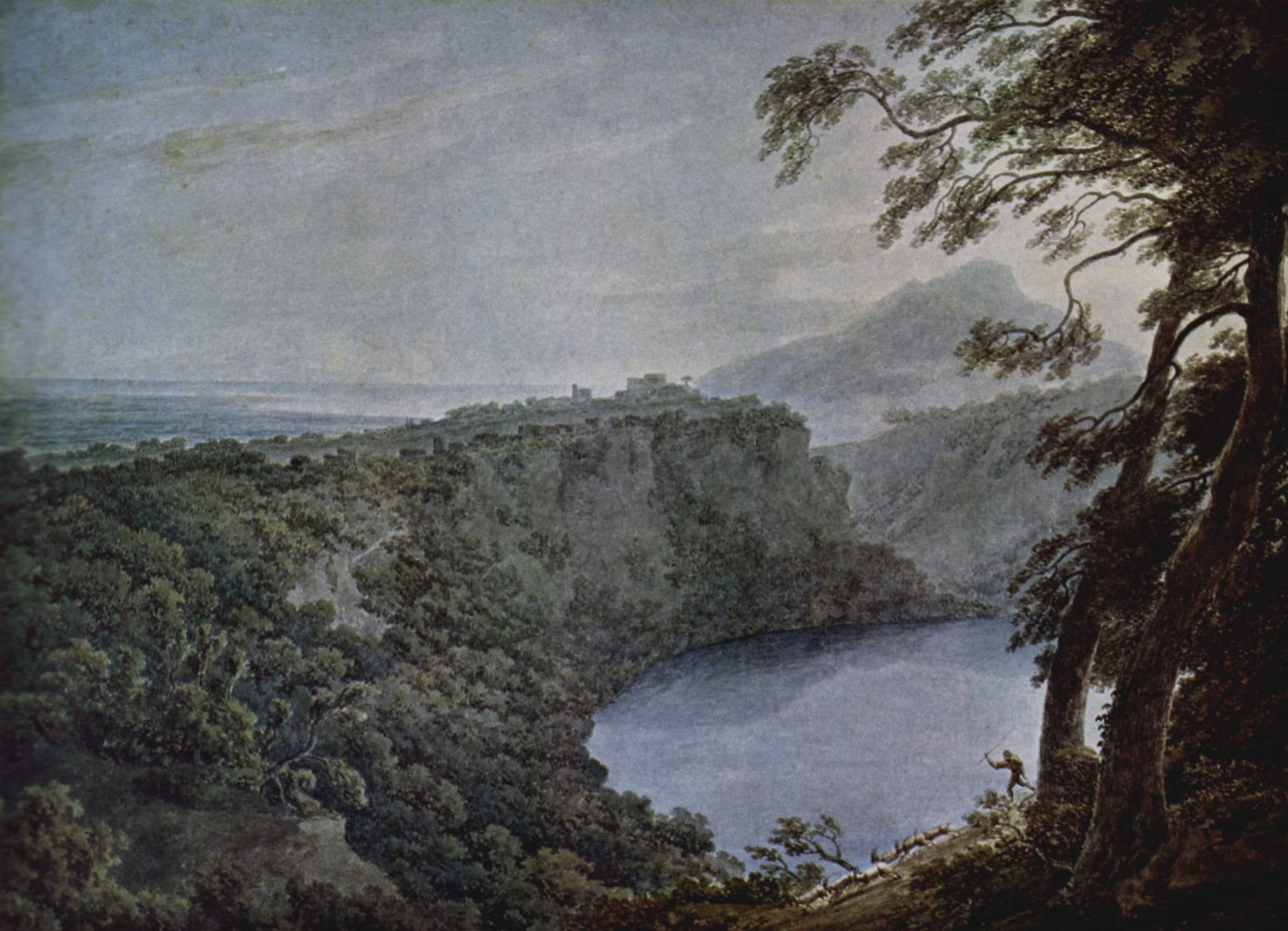
Uma representação do sécuo XVIII, do Lago Nemi pintado por John Robert Cozens

Diana Nemorense ("Diana de Nemi"), também conhecido como "Diana da Madeira", foi uma forma itálica da deusa, que foi Helenizada durante o século IV a.C. e confladida com Artemis. Seu santuário foi encontrada na costa norte do Lago Nemi abaixo dos penhascos da cidade moderna de Nemi (em latim nemus Aricinum). Este lago é conhecido por poetas como o espéculo Dianae, "Espelho de Diana". .

## Origem da lenda
De acordo com um dos vários mitos helenizados, a adoração de Diana, em Nemi teria sido instituída por Orestes, que, depois de matar Thoas, fugiu com sua irmã Ifigénia para a Itália, trazendo com ele a imagem de Diana escondida em um monte de galhos. Depois de sua morte, o mito diz que, seus ossos foram transportados de Arícia para Roma e enterrados em frente ao Templo de Saturno, no Capitólio, ao lado do Templo de Concórdia. O sangrento ritual  familiar aos leitores clássicos ; diz que cada estranho que desembarcava na costa, foi sacrificado em seu altar, mas que quando o ritual foi transportado para a Itália, o sacrifício humano assumiu uma forma mais branda.
Não há evidências históricas e indícios arqueológicas desses mitos gregos para o culto , em Nemi.

## Qualidades
O templo de Diana Nemorense foi precedido pelo bosque sagrado em que ali estava esculpida, a sua imagem. O templo foi observado por Vitrúvio como sendo arcaico e ´´etrusco´´ na sua forma. A. E. Gordon observou que´´comparativamente a data final de restos escavados do santuário não impede a dedicação, no final do século sexto.´´

## Leitura complementar
- Carin M. C. Verde, Romano, a Religião e o Culto de Diana em Arícia (Cambridge University Press, 2007), visualização limitada online ISBN 0-521-85158-0, ISBN 978-0-521-85158-9;
- Giulia D'Angelo - Alberto Martín Esquivel, P. Accoleius Lariscolus (RRC 486/1) em Annali dell'Istituto Italiano di Numismatica, 58 (2012), pp. 139–160;